# Forget Yourself
Forget Yourself è un album in studio del gruppo rock australiano The Church, pubblicato nel 2003.

## Tracce
1. Sealine – 5:06
2. Song in Space – 5:24
3. The Theatre and Its Double – 4:34
4. Telepath – 4:56
5. See Your Lights – 4:14
6. Lay Low – 4:13
7. Maya – 3:45
8. Appalatia – 4:09
9. June – 4:05
10. Don't You Fall – 3:10
11. I Kept Everything – 4:01
12. Nothing Seeker – 4:22
13. Reversal – 4:41
14. Summer – 7:02